# Salah Mejri
Salah Mejri (Arabisch: صالح الماجري) (Jendouba, 15 juni 1986) is een Tunesische basketballer.

## Clubs
In het seizoen 2009-2010 speelde Mejri in zijn geboorteland bij Étoile Sportive du Sahel, en werd in 2009 met deze club kampioen. In september 2010 tekende hij een tweejarig contract bij de Antwerp Giants uit België. Na zijn Belgische avontuur is hij in augustus 2012 voor Obradoiro CAB in Spanje gaan spelen. In mei 2013 stapte hij over naar Real Madrid. Hiermee is hij de eerste Arabische en Tunesische speler bij Real Madrid en in de Euroleague. Hij wist met Real Madrid in het seizoen 2014-2015 de Triple Crown te winnen door in de Euroleague finale met 78-59 te winnen van Olympiacos, de King's cup binnen te slepen en door Barcelona te verslaan in de finale met een 3-0 overwinning in de serie. 
Op 30 juli 2015 heeft Mejri getekend bij de Dallas Mavericks uit de NBA. Op 28 oktober speelde hij zijn eerste wedstrijd en was hiermee de eerste speler van Tunesische afkomst die speelde in een NBA-wedstrijd. Hij werd in zijn eerste seizoen verschillende malen uitgeleend aan de Texas Legends. In 2019 keerde hij terug voor een seizoen voor Real Madrid. 
Daarna speelde hij een korte tijd voor Beijing Royal Fighters voordat het Corona-virus uitbrak. Hij ging daarna spelen voor Al-Jahra SC in Koeweit en Beirut Club in Libanon waarmee hij landskampioen werd.

## Nationale ploeg
Mejri maakt ook deel uit van het Tunesisch nationaal basketbalteam. Op het Afrikaans kampioenschap in 2009 behaalde het team brons, waardoor Mejri voor het eerst deel mocht nemen aan het Wereldkampioenschap basketbal. Op het WK in 2010 kwam de selectie de poulefase niet door en werd laatste in hun groep. Wel was Mejri goed voor gemiddeld 7,2 punten en 6,2 rebounds.
In 2011 wist Tunesië het Afrikaans kampioenschap te winnen en werd Mejri uitgroepen tot MVP. Dankzij dit resultaat mocht Tunesië opdraven bij de Olympische Spelen van 2012 in Londen. Ondanks dat Tunesië alle 5 de groepswedstrijden verloor, wist Mejri wel 17 blocks op zijn naam te schrijven. Hiermee was hij de speler met het meeste aantal blocks tijdens de Olympische Spelen.
In 2015 op het Afrikaans kampioenschap in eigen land won hij met de nationale ploeg brons. Twee jaar later wanneer het Afrikaans kampioenschap opnieuw deels in Tunesië plaats vond, won hij zijn tweede Afrikaanse titel. In 2021 op het Afrikaans kampioenschap werd hij voor een derde keer Afrikaans kampioenschap.

## Erelijst
- EuroLeague-kampioen: 2015
- Spaans kampioenschap: 2015
- Spaans bekerwinnaar: 2014, 2015, 2020
- Spaans supercupwinnaar: 2013, 2014
- Spaans belofte van het jaar (competitie): 2013
- Libanees landskampioen: 2022
- Afrikaans kampioenschap: 2011, 2017, 2021
- Afrikaans kampioenschap: 2009, 2015

## NBA statiestieken

### Regulier seizoen
| Seizoen  | Team             | WG  | WS | MPW  | 2P%  | 3P%  | FW%  | RPW | APW | SPW | BPW | PPW |
| -------- | ---------------- | --- | -- | ---- | ---- | ---- | ---- | --- | --- | --- | --- | --- |
| 2015/16  | Dallas Mavericks | 34  | 6  | 11,7 | 62,8 | 0,0  | 58,7 | 3,6 | 0,3 | 0,2 | 1,1 | 3,7 |
| 2016/17  | Dallas Mavericks | 73  | 11 | 12,4 | 64,2 | 33,3 | 59,0 | 4,2 | 0,2 | 0,4 | 0,8 | 2,9 |
| 2017/18  | Dallas Mavericks | 61  | 1  | 12,0 | 64,2 | 0,0  | 57,6 | 4,0 | 0,6 | 0,4 | 1,1 | 3,5 |
| 2018/19  | Dallas Mavericks | 36  | 4  | 11,1 | 49,1 | 32,4 | 62,5 | 3,6 | 1,0 | 0,3 | 0,7 | 3,9 |
| Carrière | Carrière         | 204 | 22 | 11,9 | 60,3 | 29,3 | 59,0 | 4,0 | 0,5 | 0,4 | 0,9 | 3,4 |

### Play-offs
| Seizoen  | Team             | WG | WS | MPW  | 2P%  | 3P% | FW%  | RPW | APW | SPW | BPW | PPW |
| -------- | ---------------- | -- | -- | ---- | ---- | --- | ---- | --- | --- | --- | --- | --- |
| 2015/16  | Dallas Mavericks | 4  | 1  | 19,0 | 70,0 | 0,0 | 41,7 | 3,3 | 0,3 | 0,8 | 1,3 | 4,8 |
| Carrière | Carrière         | 4  | 1  | 19,0 | 70,0 | 0,0 | 41,7 | 3,3 | 0,3 | 0,8 | 1,3 | 4,8 |